# Sherman Firefly
Sherman Firefly VC – brytyjska modyfikacja amerykańskiego czołgu średniego M4 Sherman z czasów II wojny światowej.

## Geneza
Pomysł zamontowania 17-funtowego działa w czołgu Sherman został początkowo odrzucony przez Komisję ds. Czołgów Ministerstwa Zaopatrzenia. Chociaż armia brytyjska szeroko korzystała z amerykańskiego Shermana, planowano zastąpić go nową generacją brytyjskich czołgów. Pierwszy kandydatem był Mk VIII Cromwell, który miał zostać wyposażony w szybkostrzelne działo Vickers kal. 75 mm; działo to miało osiągi w walce przeciwpancernej porównywalne z amerykańskimi działami kal. 75 mm i 76 mm montowanymi w Shermanach. Drugim kandydatem był A30 Challenger, oparty na Cromwellu, ale z jeszcze potężniejszym 17-funtowym działem. Te dwa czołgi i ich następcy – Comet oraz Centurion, które były już na desce kreślarskiej – miały zastąpić Shermana w brytyjskiej służbie, a perspektywa przekierowania zasobów w celu zamontowania 17-funtowego działa na Shermanie wydawała się niepożądana.
Podjęto kilka nieoficjalnych prób zwiększenia siły ognia brytyjskiego Shermana. Najwcześniejsze można przypisać majorowi George’owi Brighty’emu z Królewskiego Pułku Czołgów, w czasie gdy uczył się on w Szkole Walki Pancernej w Lulworth na początku 1943 roku. Pomimo tego, że A30 Challenger przeszedł z sukcesem wstępne próby w Lulworth, Brighty był przekonany, że Sherman będzie lepszą platformą dla 17-funtówek. Wieża Shermana była jednak zbyt mała, aby zaabsorbować bardzo duży odrzut działa. Dokonując radykalnej modyfikacji, Brighty usunął system odrzutu i zablokował działo w miejscu, powodując w ten sposób, że cały czołg pochłaniał odrzut, ale sytuacja wciąż była daleka od idealnej i nie było wiadomo, jak długo czołg w takiej konfiguracji byłby w stanie wytrzymać odrzut.
Około czerwca 1943 roku do Lulworth przybył kolega Brighty’ego, podpułkownik George Witheridge z Królewskiego Pułku Czołgów. Witheridge, weteran kampanii w Afryce Północnej, doświadczył na własnej skórze nierównych walk pomiędzy brytyjskimi czołgami uzbrojonymi w 2-funtowe działo kal. 40 mm a potężnymi czołgami i działami przeciwpancernymi Afrika Korps. Podczas bitwy pod Gazalą w połowie 1942 roku Witheridge został dosłownie wyrzucony ze swojego czołgu średniego M3 Grant i chociaż wyleczył się z ran, uznano go za niezdolnego do powrotu do służby bojowej. W styczniu 1943 roku wysłano go na sześć miesięcy do Fort Knox w Stanach Zjednoczonych, aby doradzał Amerykanom w zakresie walki artyleryjskiej, gdzie zapoznano go z czołgami Sherman. Podczas pobytu w Lulworth Witheridge dokonał przeglądu Challengera i przyłączył się do zajadłych krytyków nowego czołgu. Po odnalezieniu Brighty’ego i dowiedzeniu się o jego próbach ulepszenia Shermana, Witheridge postanowił połączyć z nim wysiłki. Doradzał następnie Brighty’emu w sprawie metod rozwiązania problemu odrzutu.
Niedługo potem Witheridge i Brighty otrzymali zawiadomienie z Departamentu Projektowania Czołgów (DTD) o zaprzestaniu dalszych prac. Nie chcąc porzucić projektu, Witheridge, wykorzystując swoje powiązania z tak wpływowymi osobistościami, jak generał major Raymond Briggs, były oficer generalny dowodzący 1 Dywizją Pancerną w Afryce Północnej, a wówczas szef Królewskiego Korpusu Pancernego, skutecznie lobbował u Claude’a Gibba, dyrektora generalnego Produkcji Broni i Maszyn w Ministerstwie Zaopatrzenia, aby uczynić jego modyfikację oficjalnym projektem ministerstwa. Gibb był w stanie wyjaśnić krytykom, że nie tylko jest to możliwe, ale powinno być wykonalne w Anglii. Współpracował on z pułkownikiem Williamem Watsonem, który pod koniec 1942 roku wrócił z delegacji w Australii, gdzie pracował nad wdrożeniem australijskiego czołgu AC1 Sentinel, na którym zamontowano 17-funtową armatę. Dzięki temu półoficjalne przedsięwzięcie ambitnych oficerów wojsk pancernych zostało przekazane profesjonalnym konstruktorom czołgów.

## Projekt

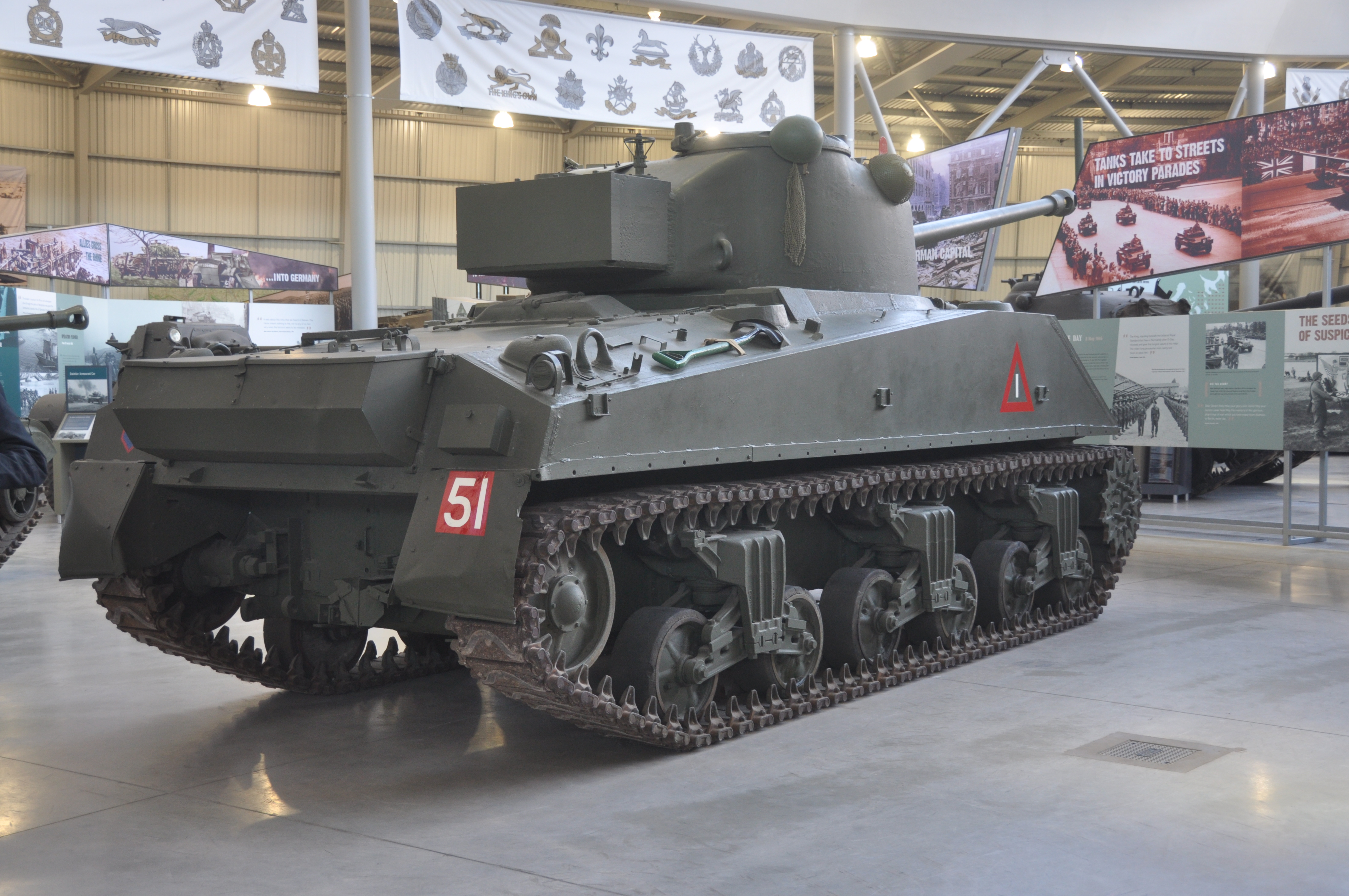
Widok Firefly’a z tyłu w The Tank Museum w Bovington. Dobrze widoczna „skrzynia” (bustle) z umieszczonym na zewnątrz radiem

W. G. K. Kilbourn, inżynier Vickersa pracujący dla DTD, przekształcił pomysł Witheridge’a i Brighty’ego w rzeczywisty prototypu czołgu, który miał służyć siłom brytyjskim od inwazji na Normandię w czerwcu 1944 roku. Pierwszą rzeczą, którą Kilbourn musiał naprawić, był brak sprawnego systemu odrzutu dla 17-funtówki. Działo odlatywało przy strzale aż na metr do tyłu, co było za długą odległością dla wieży Shermana. Kilbourn rozwiązał ten problem, całkowicie przeprojektowując system odrzutu, zamiast go modyfikować. Aby wykorzystać szerokość wieży, cylindry odrzutu zostały skrócone i umieszczone po obu stronach działa.
Sam zamek działa również obrócono o 90 stopni, aby umożliwić ładowanie z lewej strony, a nie z góry. Radio, zwykle montowane z tyłu wieży w brytyjskich czołgach, musiało zostać przeniesione; do tylnej części wieży przymocowano natomiast opancerzoną skrzynię (bustle), w której je umieszczono, a dostęp do niej odbywał się przez duży otwór wycięty z tyłu wieży.
Kolejnym problemem napotkanym przez Kilbourna było to, że kołyska działa, metalowy blok, na którym było osadzone, musiała zostać skrócona, aby armata zmieściła się w Firefly’u, przez co samo działo nie było zbyt stabilne. Kilbourn dysponował nową lufą zaprojektowaną dla 17-funtowej armaty, która miała dłuższą, niezwężającą się sekcję u podstawy, co pomogło rozwiązać problem stabilności. Zaprojektowano nową osłonę, aby pomieścić działo i zmodyfikowaną kołyskę. Modyfikacje były na tyle rozległe, że 17-funtowe działa przeznaczone dla Firefly’ów musiały być produkowane specjalnie dla tego czołgu.
Kilbourn musiał uporać się też z innymi problemami. W standardowym czołgu Sherman w wieży znajdował się pojedynczy właz, przez który dowódca, działonowy i ładowniczy wchodzili i wychodzili z czołgu. Większy zamek i system odrzutu 17-funtowego znacznie utrudniały szybkie wyjście ładowniczemu. Aby rozwiązać ten problem, w górnej części wieży wycięto nowy właz nad stanowiskiem działonowego. Ostatnią poważną zmianą było wyeliminowanie strzelca kadłubowego karabinu maszynowego na rzecz zagospodarowania miejsca na 17-funtowe pociski, które były dłuższe niż oryginalne 75 mm.
W październiku i listopadzie 1943 roku entuzjazm dla projektu zaczął rosnąć. 21 Grupa Armii została poinformowana o nowym czołgu w październiku 1943 roku. Jeszcze przed ostatecznymi testami w lutym 1944 roku złożono zamówienie na 2100 czołgów Sherman uzbrojonych w 17-funtowe działo, w związku z zakończeniem programu Challengera, który cierpiał na ciągłe opóźnienia i zdano sobie sprawę, że niewiele z nich będzie gotowych na Normandię. Co gorsza, odkryto, że Cromwell nie miał wystarczająco szerokiego pierścienia wieży, aby pomieścić nowe działo High Velocity 75 mm (o długości 50 kalibrów), więc musiał być uzbrojony w oryginalny, słabszy Ordnance QF 75 mm. To sprawiło, że Firefly stał się jedynym dostępnym czołgiem w brytyjskim arsenale o sile ognia przewyższającej działo QF 75 mm, co zapewniło mu „najwyższy priorytet” od premiera Winstona Churchilla.

## Nazwa
Przydomek „Firefly” został przyjęty ze względu na jasny błysk wydobywający się przy strzale z lufy głównego działa. Czasami był używany na poziomie jednostki (brygady/pułku) w dziennikach wojennych z marca 1944 roku, razem z „Mayfly”. W czasie wojny Shermany z działami 17-funtowymi były zwykle określane jako „1C”, „1C Hybrid” lub „VC”, w zależności od podstawowego znaku pojazdu. W nomenklaturze brytyjskiej litera „C” za cyfrą rzymską oznaczała czołg wyposażony w działo 17-funtowe.

## Uzbrojenie

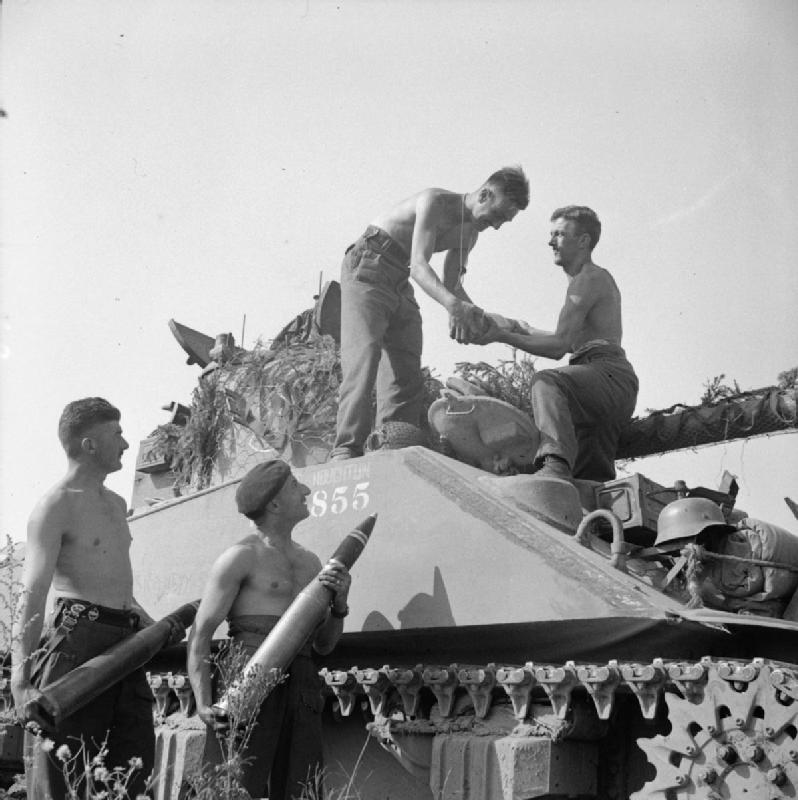
Ładowanie 17-funtowych pocisków APCBC do Firefly’a

Głównym uzbrojeniem Shermana Firefly była 17-funtowa armata Ordnance Quick-Firing. Zaprojektowana jako następca brytyjskiego 6-funtowego działa QF, 17-funtowa (76,2 mm) armata była najpotężniejszym brytyjskim działem czołgowym II wojny światowej i jednym z najpotężniejszych ze wszystkich państw biorących udział w wojnie, będąc w stanie przebić grubszy pancerz niż armata 8,8 cm KwK 36 montowana w niemieckim Tygrysie I. Teoretycznie 17-funtowe działo było w stanie przebić około 163 mm pancerz z odległości 500 m oraz 150 mm z odległości 1000 m przy użyciu standardowej pełnokalibrowej przeciwpancernej amunicji z czepcem i czepcem balistycznym (APCBC). Amunicja przeciwpancerna podkalibrowa z odrzucanym sabotem (APDS) mogła przebić około 256 mm pancerz z odległości 500 m i 233 mm z odległości 1000 m, co w teorii pozwalało pokonać opancerzenie prawie każdego niemieckiego pojazdu bojowego z dowolnej odległości. Jednak pociskom APDS produkcji wojennej brakowało celności, a penetrator kal. 50 mm był mniej niszczycielski po przebiciu pancerza czołgu wroga niż pocisk APCBC kal. 76,2 mm. Amunicja APDS była rzadkością aż do okresu powojennego. Chociaż Sherman Firefly mógł przenosić 77 sztuk amunicji, cechy konstrukcyjne czołgu sprawiały, że podczas akcji w pojeździe były łatwo dostępne tylko 23 pociski.
Chociaż 17-funtowe działo miało doskonałe właściwości przeciwpancerne, brakowało do niego skutecznego pocisku odłamkowo-burzącego i dlatego było gorsze od standardowego działa Shermana kal. 75 mm przeciwko miękkim celom, takim jak piechota, budynki i pojazdy lekko opancerzone. Gdy wojna w Europie dobiegała końca, alianci spotykali się z nimi częściej niż z ciężkimi niemieckimi czołgami. Dlatego alianckie jednostki czołgowe zazwyczaj odmawiały całkowitego przejścia na Firefly’e. Dobry pocisk odłamkowo-burzący do tego działa stał się dostępny dopiero pod koniec 1944 roku i nawet wtedy nie był tak skuteczny jak standardowy pocisk odłamkowo-burzący Shermana 75 mm.
Innym problemem było to, że potężny podmuch z 17-funtowego działa wzbijał duże ilości brudu i dymu, co utrudniało strzelcowi obserwację lotu pocisku i zmuszało go do polegania na dowódcy, który widział pole walki i kazał nanosić poprawki, a także zwiększało ryzyko ujawnienia pozycji czołgu, zmuszając załogi Firefly’ów do przemieszczania się co kilka strzałów. Podmuch miał też złe skutki zdrowotne dla załóg i często powodował kurzą ślepotę. Ciasna wieża oznaczała, że ładowanie dużego pocisku było trudne, więc Firefly miał mniejszą szybkostrzelność niż standardowy Sherman. Ponieważ jednak Firefly był rozwiązaniem tymczasowym, problemy te nigdy nie zostały wyeliminowane, gdyż czołg miał zostać wycofany wraz z wprowadzeniem nowych brytyjskich konstrukcji, takich jak Comet, a później Centurion.

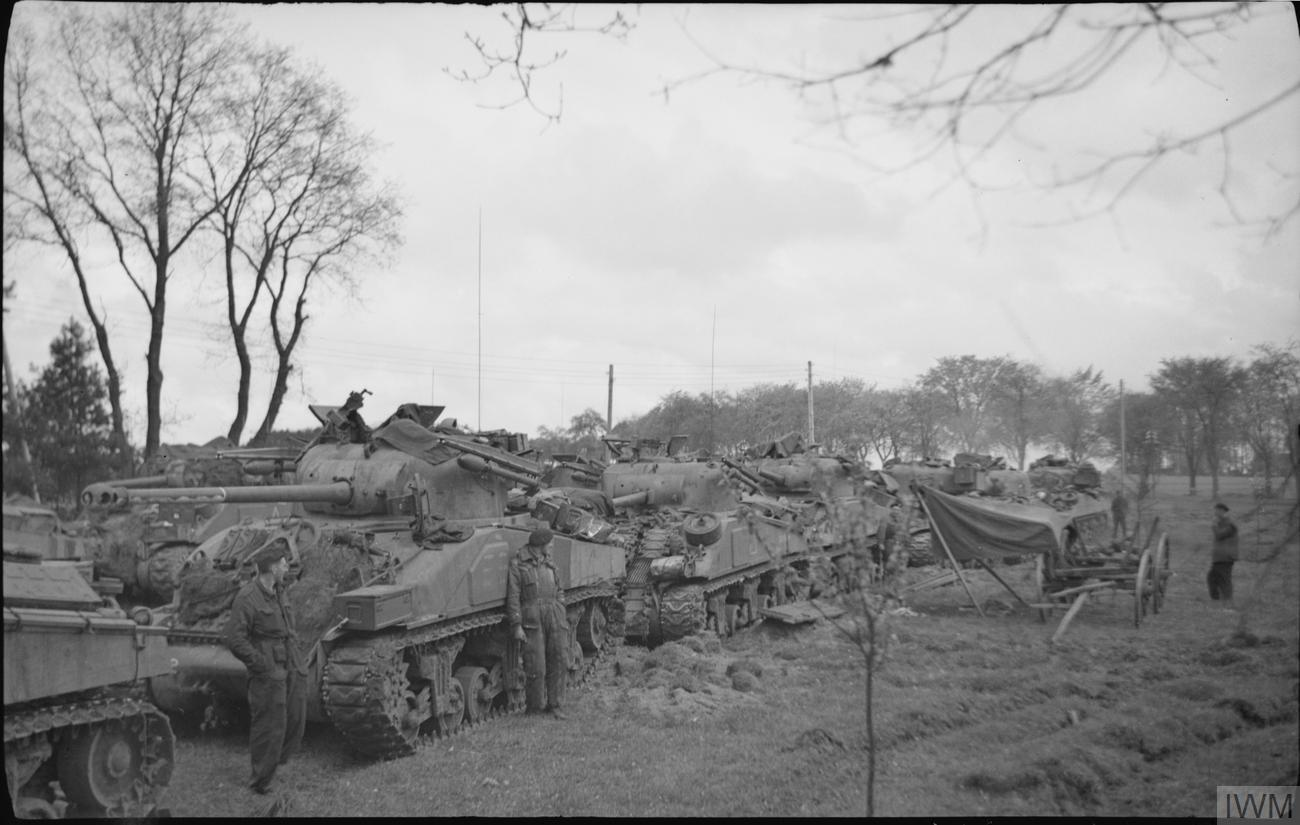
Po lewej stronie Sherman „tulipan” armii brytyjskiej. Zwraca uwagę na 17-funtowe działo, którego malowanie miało na celu upodobnić je z daleka do standardowego działa 75 mm używanego przez czołgi pośrodku

Dodatkowym uzbrojeniem Firefly’a był karabin maszynowy Browning M1919 kal. 7,62 mm umieszczony współosiowo w wieży, przy czym karabin maszynowy zamontowany na kadłubie został usunięty wraz ze strzelcem, aby zwiększyć miejsce na amunicję dla głównego działa. Na dachu wieży zamontowano również ciężki karabin maszynowy M2 Browning kal. 12,7 mm, chociaż wiele załóg usuwało go ze względu na jego niewygodny montaż i położenie w pobliżu włazu dowódcy, co ograniczało pełne 360-stopniowe pole widzenia po jego otwarciu.
W 1945 roku niektóre brytyjskie Firefly’e zostały wyposażone w szyny po obu stronach wieży umożliwiające zamontowanie wyrzutni dwóch 3-calowych rakiet odłamkowo-burzących RP-3. Nazywane „tulipanami Shermana”, były używane w czasie przeprawy przez Ren przez 1. batalion Pułku Coldstream Guards. Rakiety, choć celne wystrzeliwane z samolotu, były mniej skuteczne wystrzeliwane z nieruchomej platformy, takiej jak czołg, ponieważ miały niewielką prędkość początkową. Z tej przyczyny RP-3 był skuteczny tylko wtedy, gdy jego 60-funtowa głowica trafiła bezpośrednio w cel.

## Produkcja i dystrybucja

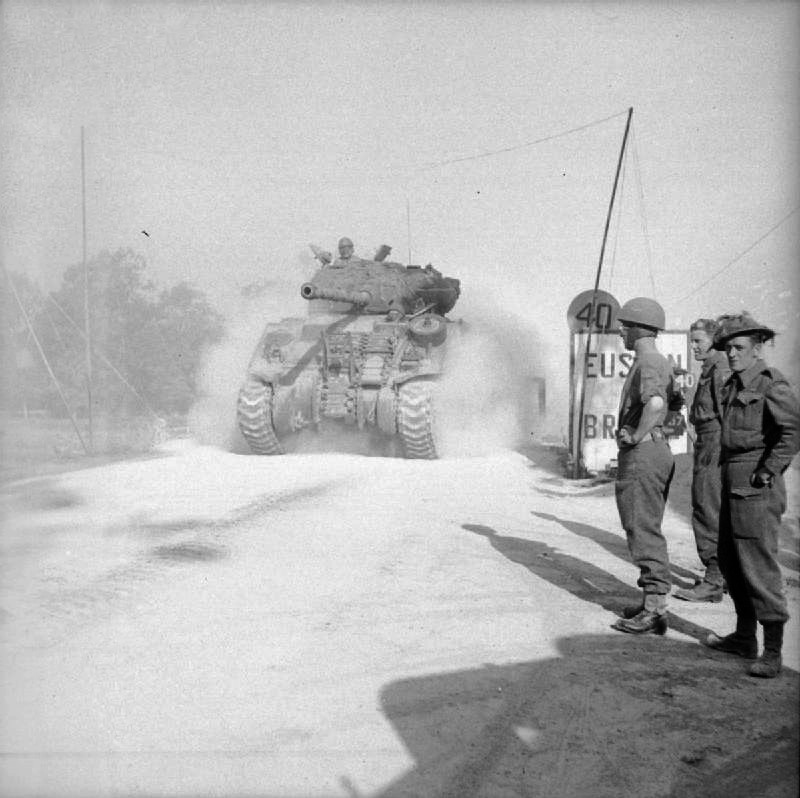
Sherman Firefly przejeżdża przez most Euston nad rzeką Orne, zbliżając się do pozycji wyjściowych operacji Goodwood, 18 lipca 1944

Podczas II wojny światowej służyły trzy różne warianty Shermana Firefly, każdy oparty na innym wariancie M4 Sherman. Konwersję przeprowadzano na czołgach Sherman I (M4), Sherman I Hybrid (M4 Composite) i Sherman V (M4A4). Dodatkowo mała liczba kanadyjskich licencjonowanych Shermanów II (M4A1) „Grizzly” została przerobione na Firefly’e w Kanadzie i używana do szkolenia, ale żaden z nich nie wziął udziału w akcji. Większość przerobionych Shermanów to model Sherman V/M4A4, którego Brytyjczycy otrzymali około 7200. Warianty Shermana VC i IC można łatwo odróżnić po niższych kadłubach; VC ma wydłużony kadłub i większe szczeliny pomiędzy jednostkami zawieszenia. Zastosowali trzyczęściową, skręcaną na śruby obudowę skrzyni biegów. Układ scalony Shermana miał zwykle odlewaną obudowę skrzyni biegów. Hybrydę można rozpoznać po górnej części kadłuba, która jest odlana i nadaje jej charakterystyczny zakrzywiony wygląd w porównaniu z bardziej pudełkowatym kadłubem typowego Shermana.
Produkcja Firefly’a rozpoczęła się w styczniu 1944 roku, a do 31 maja około 342 Sherman Firefly zostały dostarczone 21 Grupie Armii do użycia w D-Day. W rezultacie brytyjskie plutony pancerne składały się z trzech standardowych Shermanów i jednego Firefly’a. Taki sam podział miał miejsce w jednostkach Cromwellów, ale powodowało to problemy logistyczne, ponieważ każdy oddział Cromwellów musiał być wówczas zaopatrzony w części zamienne do dwóch różnych czołgów. Firefly był również wolniejszy niż Cromwell. Jednostki Churchillów nie otrzymywały Firefly’ów, w wyniku czego często musiały polegać na dołączonych niszczycielach czołgów M10 Wolverine lub M10 Achilles, aby zapewnić zwiększoną siłę ognia i skutecznie stawić czoła niemieckim czołgom, których ich własne działa nie były w stanie wyeliminować.
Produkcja była ograniczona dostępnością odpowiednich czołgów wraz z wycofywaniem z produkcji Shermana z działem kal. 75 mm. Aby uzupełnić stany, przerobiono także Shermany I i Shermana I Hybrid. Od D-Day w czerwcu do końca bitwy o Normandię pod koniec sierpnia przebudowano prawie 400 Sherman na wersję Firefly, co w zupełności wystarczyło, aby zastąpić wszystkie nieodwracalnie stracone czołgi podczas kampanii. Pod koniec 1944 roku, wraz z utworzeniem skutecznego pocisku odłamkowo-burzącego dla 17-funtowego działa, jednostki brytyjskie zaczęły otrzymywać po dwa Firefly'e na pluton. Do lutego 1945 roku zbudowano około 2000 Shermanów Firefly, a brytyjskie, dominialne i polskie jednostki pancerne wyposażono w mieszankę pół na pół Shermanów uzbrojonych w działo kal. 75 mm i armatę 17-funtową.
Wiosną 1945 roku zmniejszono produkcję Firefly’ów, a ostatni czołg dostarczono w maju 1945 roku. Było to skutkiem kilku czynników, w tym wejścia do służby bardzo dobrych konstrukcji własnej produkcji, takich jak Comet i Centurion, zbliżającej się klęski nazistowskich Niemiec i gorszej jakości japońskich czołgów, które, jak się spodziewano, miały być kolejnymi przeciwnikami, z którymi Brytyjczycy będą musieli się zmierzyć po upadku Niemiec.
Produkcja Shermana Firefly osiągnęła liczbę około 2100–2200 egzemplarzy; dokładne liczby są trudne do ustalenia, ponieważ dokumenty podają sprzeczne dane. Ness w książce Jane's World War II Tanks and Fighting Vehicles podaje liczbę wyprodukowanych 1783 pojazdów w 1944 roku i 563 w 1945 roku, co daje łącznie 2346 sztuk. Natomiast Fletcher w pracy pt. Sherman Firefly mówi o 2002 konwersji dokonanych między styczniem 1944 a lutym 1945 lub o 2139 przez całą wojnę.

## Służba

### Normandia
Firyfly’e zostały wprowadzone do brygad pancernych i dywizji w 21 Grupie Armii w 1944 roku, w samą porę, by wziąć udział w lądowaniu w Normandii. Moment na wejście do służby był pomyślny, ponieważ na początku 1944 roku wywiad aliancki na podstawie analizy statystycznej zaczął zdawać sobie sprawę, że Niemcy wystawili znacznie większą liczbę groźniejszych czołgów (takich jak Pantera), niż przewidywano. Informacje te powoli docierały do planistów wojskowych aliantów, którzy błędnie założyli, że Pantera, podobnie jak Tygrys, będzie rzadkim czołgiem ciężkim o ograniczonej serii produkcyjnej, więc liczba rozmieszczonych w polu Panter była zaskoczeniem dla dowódców formacji alianckich i załóg czołgów zmuszonych do walki z nimi za pomocą dział, które nie mogły przebić ich przedniego pancerza, chyba że z bliskiej odległości.
Ken Tout, który w 1944 roku służył jako działonowy i dowódca czołgu w 1 Dywizji Northamptonshire Yeomanry w Normandii, opisał skutki zamontowania 17-funtowej armaty w Shermanie:

Czołg Firefly to zwykły Sherman, ale aby pomieścić ogromny mechanizm 17-funtowego czołgu i przechowywać jego masywne pociski, drugi kierowca został wyeliminowany, a jego miejsce wykorzystano jako miejsce na skład amunicji. [...] Błysk jest tak jasny, że zarówno działonowy, jak i dowódca muszą mrużyć oczy w momencie oddania strzału. W przeciwnym razie zostaną oślepieni na tak długo, że nie zobaczą, czy pocisk trafił w cel. Strzał wyrzuca tak dużo płomienia, że po jednym lub dwóch strzałach żywopłot czy zarośla przed czołgiem prawdopodobnie zaczną się palić. Podczas ruchu zachodzenie działa z przodu lub, w przypadku obrotu, z boku jest tak duże, że kierowca, działonowy i dowódca muszą być stale czujni, aby uniknąć owinięcia lufy wokół pozornie odległego drzewa, bezbronnej latarni lub nieszkodliwego domu

Pantery i Tygrysy stanowiły zaledwie około 126 z 2300 niemieckich czołgów rozmieszczonych w Normandii; reszta to Panzer IV, niszczyciele czołgów StuG III i inne pojazdy opancerzone, które mogły zniszczyć zwykłe Shermany z działem 75 mm. Przebieg kampanii w Normandii, w czasie której wojska brytyjskie związały walką niemieckie siły pancerne we wschodniej części fontu, aby jednostki amerykańskie mogły przebić się na zachodzie, oznaczało, że jednostki brytyjskie i Wspólnoty Narodów musiały stawić czoła ponad 70 procent niemieckiego sprzętu pancernego użytego podczas bitwy o Normandię, a także ponad połowie elitarnych, świetnie wyposażonych jednostek pancernych Waffen-SS. W rezultacie Sherman Firefly był prawdopodobnie najbardziej cenionym czołgiem przez alianckich dowódców, ponieważ był to jedyny czołg w armii brytyjskiej, który był w stanie przebić przedni pancerz Pantery i Tygrysa na standardowych dystansach bojowych w Normandii.
Fakt ten nie pozostał niezauważony przez Niemców, którzy zdali sobie sprawę, że długolufowe Shermany stanowią znacznie większe zagrożenie dla ich czołgów ciężkich niż zwykłe Shermany, dlatego niemieckim załogom czołgów i załogom dział przeciwpancernych polecono w pierwszej kolejności eliminować Firefly’e. Podobnie załogi Firefly’ów zdały sobie sprawę, że charakterystyczna długa lufa ich 17-funtowego działa odróżnia ich czołgi od standardowych Shermanów, więc próbowały zamaskować swoje pojazdy, aby zmniejszyć prawdopodobieństwo, że staną się celem. Niekiedy przednia połowa oliwkowoszarej lufy była malowana na biało u dołu lub na biało z ciemnozieloną górą, aby z daleka lufa wyglądała na krótszą. Inną znaną praktyką było zamontowanie krótszej drewnianej atrapy działa z tyłu wieży; jednakże nie wydaje się, aby ta taktyka była stosowana w walce.

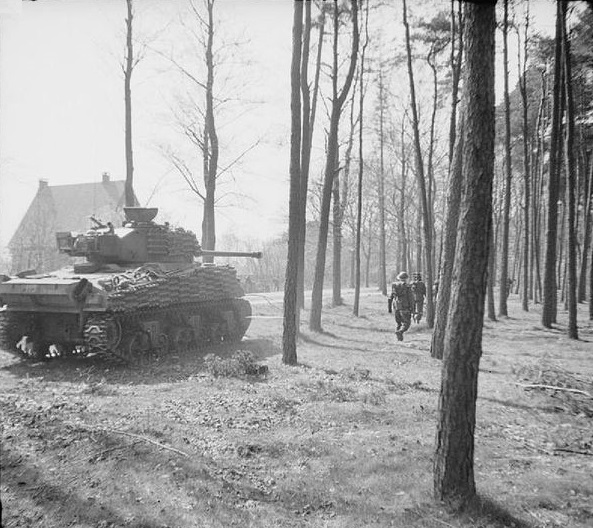
Firefly z kanadyjskiej 5 Dywizji Pancernej pomaga żołnierzom 49 Dywizji West Riding w wyparciu Niemców z Ede w Holandii, 17 kwietnia 1945

Wydaje się, że pomimo tego, iż Firefly’e były celem o wysokim priorytecie, ryzyko ich zniszczenia było statystycznie mniejsze niż standardowych Shermanów, prawdopodobnie bardziej ze względu na sposób ich użycia niż na skuteczność kamuflażu długiej lufy. Biorąc pod uwagę dużą wagę Firefly’ów, powszechną taktyką dowódców było dokonanie rozpoznania pola bitwy przed walką w celu znalezienia dobrych stanowisk obserwacyjnych. Podczas bitwy Firefly’e pozostawały z tyłu na bezpieczniejszych pozycjach i osłaniały zwykłe Shermany, gdy te parły do przodu, eliminując wszelkie czołgi wroga, które ujawniły swoją pozycję, gdy otworzyły ogień do nacierających Shermanów, i poruszały się do przodu tylko wtedy, gdy standardowe Shermany już zabezpieczyły obszar lub kiedy Firefly’e nie mogły dłużej ich osłaniać. Podobnie będąc w ruchu, dowódcy oddziałów zwykle umieszczali Firefly’e z tyłu, aby zmniejszyć ryzyko ich straty. Biorąc pod uwagę nieprzewidywalny charakter bitwy, nie zawsze było to możliwe i wiele razy Firefly’e były zmuszone do walki z wrogami na otwartej przestrzeni, gdzie można było je łatwo zidentyfikować.
Mimo to, zwiększona siła ognia Firefly’ów była bardzo ceniona i podczas wielu potyczek czołgi ten udowodniły swoją wartość, niszcząc z dużej odległości Tygrysy i Pantery, a także mniej groźne czołgi, takie jak Panzer IV i niszczyciele czołgów StuG.

#### Norrey-en-Bessin
Jeden przykład tej zwiększonej siły ognia Firefly’a pokazał porucznik G. K. Henry podczas obrony Norrey-en-Bessin 9 czerwca przed kontratakiem 3. kompanii 12 Pułku Pancernego SS z 12 Dywizji Pancernej SS „Hitlerjugend”. Zdeterminowany, by zająć wioskę w ramach przygotowań do większej ofensywy mającej na celu zepchnięcie Brytyjczyków i Kanadyjczyków z powrotem do morza, Kurt Meyer rozkazał 12 Panterom z 3. kompanii oraz piechocie zaatakować Norrey i wyprzeć Kanadyjczyków. Atak rozpoczął się o godzinie 13:00, kiedy Pantery pędziły w kierunku miasta z pełną prędkością, zatrzymując się tylko po to, by oddać strzał. Szybko prześcignęli swoje wsparcie piechoty, która została przyparta do ziemi przez ogień artylerii aliantów. W promieniu 1000 m od wioski dziewięć standardowych Shermanów z kanadyjskiego 6 Pułku Pancernego otworzyło ogień z flanki do nacierających Panter. Działonowy porucznika Henry’ego, szer. A. Chapman, zaczekał, aż Pantery „ustawią się w szeregu jak kaczki w rzędzie” i szybko obezwładnił pięć Panter zaledwie sześcioma strzałami. Atak został odparty przy zniszczeniu 7 z 12 Panter.

#### Tilly-sur-Seulles

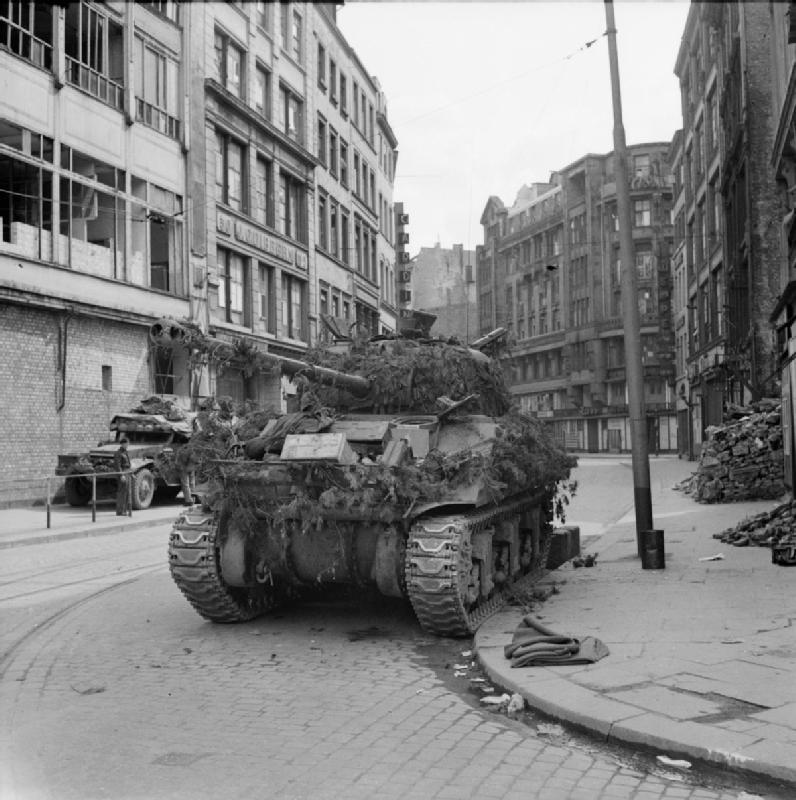
Sherman Firefly z 7 Dywizji Pancernej w Hamburgu, 4 maja 1945

Podobne wydarzenie miało miejsce 14 czerwca podczas operacji Perch Sierż. Harris z 4./7 Pułku Dragoon Guards, wraz z trzema standardowymi Shermanami utworzył pozycje obronne wraz z piechotą po zdobyciu wioski Lingèvres, niedaleko Tilly-sur-Seulles. Patrząc przez lornetkę, sierż. Harris zauważył dwie Pantery zbliżające się ze wschodu. Otworzył ogień z odległości 800 m, obezwładniając czołową Panterę pierwszym strzałem, a drugą kolejnym. Przenosząc się na dobrze ukryte pozycje oskrzydlające po drugiej stronie miasta, zauważył kolejne trzy Pantery zbliżające się od zachodu. On i jego działonowy, szer. Mackillop, obezwładnili je trzema strzałami.

#### Saint-Aignan-de-Cramesnil
W być może najsłynniejszej akcji brytyjskie i kanadyjskie Firefly’e pokonały najcięższe niemieckie czołgi podczas kontrataku pod Saint-Aignan-de-Cramesnil w toku operacji Totalize 8 sierpnia 1944 roku, co doprowadziło do zniszczenia pięciu czołgów Tygrys i śmierci dowódcy tego ataku, znanego niemieckiego asa pancernego Michaela Wittmanna. W walce brały udział Firefly’e ze szwadronu A 1 Pułku Northamptonshire Yeomanry 33 Brygady Pancernej, szwadronu A Pułku Strzelców Sherbrooke 2 Kanadyjskiej Brygady Pancernej i szwadronu B 144 Królewskiego Pułku Korpusu Pancernego 33 Brygady Pancernej. Zaatakowali oni grupę siedmiu czołgów Tygrys z 3. kompanii i kompanii dowodzenia 101 Batalionu Czołgów Ciężkich SS wspieranych przez czołgi Panzer IV i działa szturmowe StuG IV. Czołgi 1 Dywizji Northamptonshire Yeomanry dotarły do wioski Saint-Aignan-de-Cramesnil rankiem 8 sierpnia 1944 roku. Podczas gdy szwadron B pozostał na miejscu, szwadrony A i C ruszyły dalej na południe, do lasu zwanego Delle de la Roque.
Szwadron C ustawił się po wschodniej stronie lasu, a słabszy szwadron A w południowej części z oddziałem piechoty nr 3 na zachodnim krańcu lasu. Z tej pozycji mieli widok na duży, otwarty teren i mogli obserwować, jak niemieckie czołgi posuwały się po Route Nationale 158 od wioski Cintheaux. Wstrzymali ogień, dopóki wróg nie znalazł się w ich zasięgu. Ekins, działonowy Shermana Firefly sierżanta Gordona nigdy wcześniej nie oddał strzału w akcji. Gdy Tygrysy znalazły się w zasięgu, rozpoczęła się 12-minutowa wymiana ognia, w wyniku której Ekins zniszczył wszystkie trzy Tygrysy widoczne dla oddziału nr 3. Niedługo później nastąpił główny niemiecki kontratak w kierunku szwadronu C. Szwadron A (bez sierż. Gordona, który został ranny i wyskoczył z Firefly’a) przemieścił się, aby ich wesprzeć, a Ekins zniszczył Panzer IV, zanim jego czołg został trafiony, a załoga zmuszona była wyskoczyć.

### Włochy
Chociaż kampania w Normandii miała priorytet, Firefly’e służyły również z wyróżnieniem w jednostkach brytyjskich, Wspólnoty Narodów i polskich w ramach kampanii włoskiej.

### Użycie powojenne

#### Argentyna

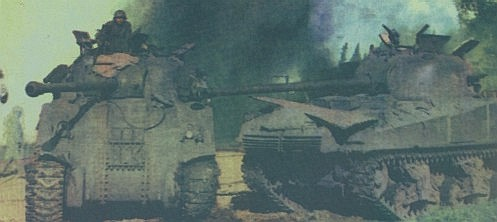
Dwa argentyńskie Firefly’e podczas buntu „Azules y Colorados” w 1962

W 1947 roku armia argentyńska zakupiła nadwyżki alianckiego uzbrojenia przechowywane w Belgii, w tym około 200 sztuk Shermanów Firefly wszystkich podtypów; były one w użyciu od 1948 roku. Począwszy od 1959 w 150 Firefly’ach Mk.V oryginalny silnik Chrysler A57 zastąpiono Fordem GAA V8, aby poprawić ich niezawodność; służyły one do połowy lat 70. W związku ze wzrostem liczby regionalnych konfliktów Firefly’e zostały zmodernizowane do standardu „Sherman Repotenciado”, który obejmował nowe działo (wywodzące się z francuskiego CN-105-57) i nowy silnik (francuski diesel Poyaud 520/V8- S2); pierwsze ich jednostki zostały wdrożone do służby w styczniu 1978 roku.

#### Paragwaj
W 1971 roku Argentyńczycy oddali armii Paragwaju trzy ulepszone Firefly’e; zostały one wymienione w 1988 roku na trzy niedawno wycofane ze służby „Sherman Repotenciados”.

## Użytkownicy

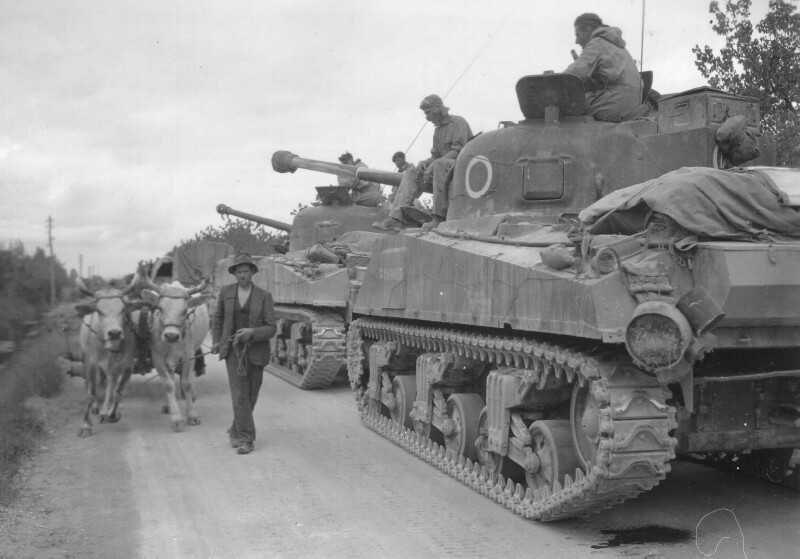
Południowoafrykańskie Firefly'e we Włoszech, 1944

- Wielka Brytania
- Kanada
- Nowa Zelandia
- Polska
- Czechosłowacja
- Południowa Afryka
- Argentyna
- Belgia
- Włochy
- Liban
- Holandia
- Paragwaj

## Zachowane egzemplarze

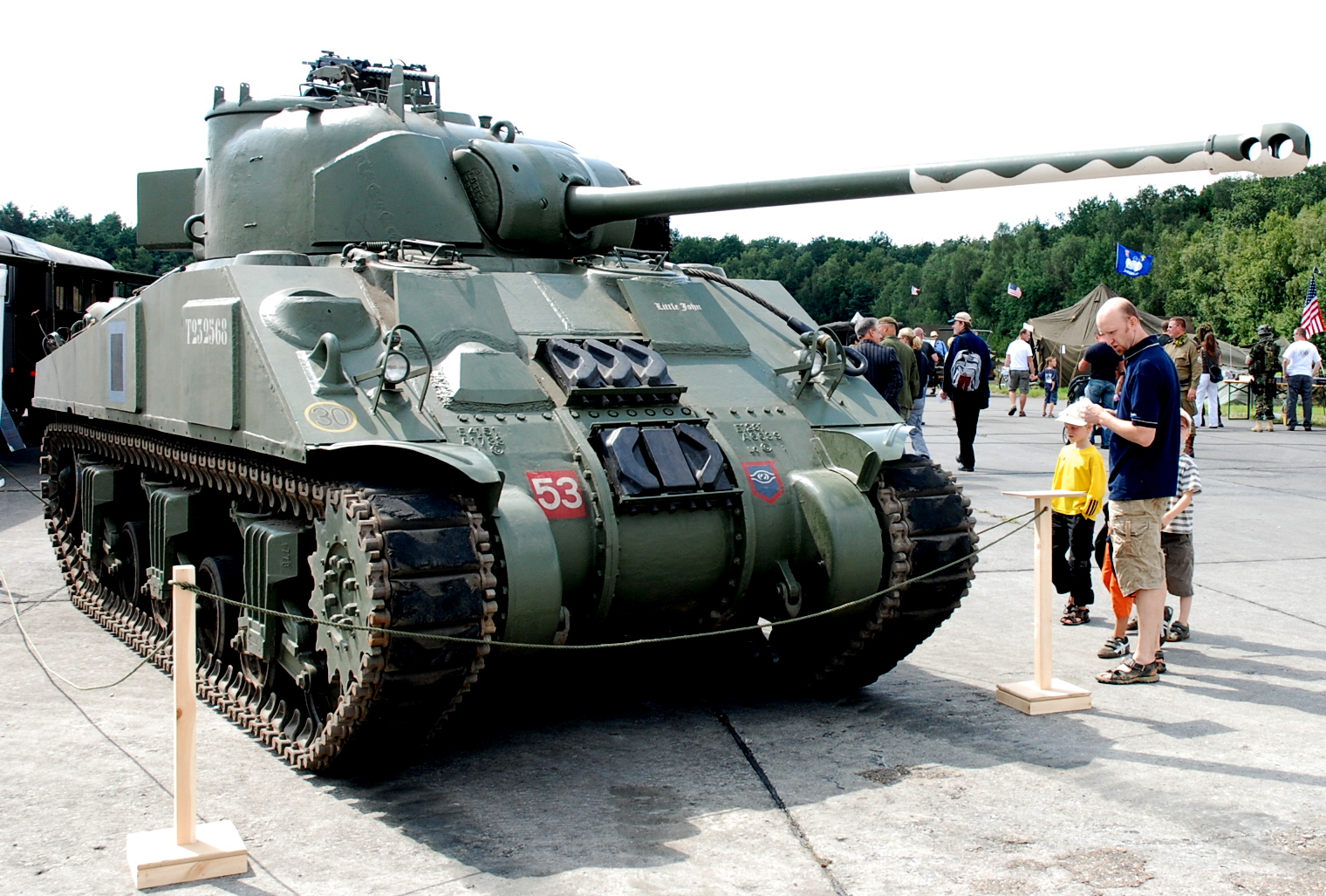
Firefly VC w Ursel Air Base w Belgii; dobrze widoczne charakterystyczne malowanie lufy
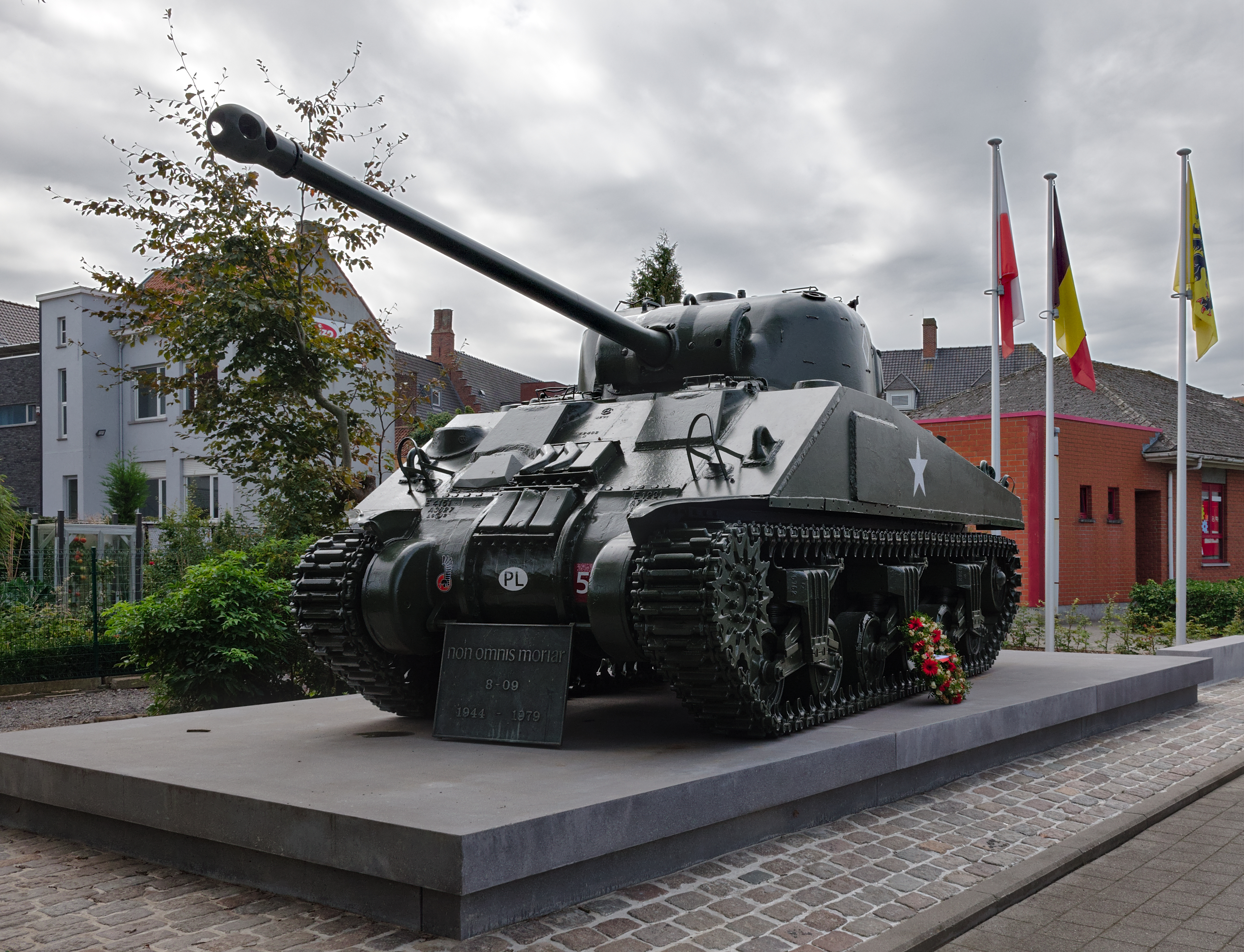
Firefly VC z polskiej 1 Dywizji Pancernej na pomniku w Tielt
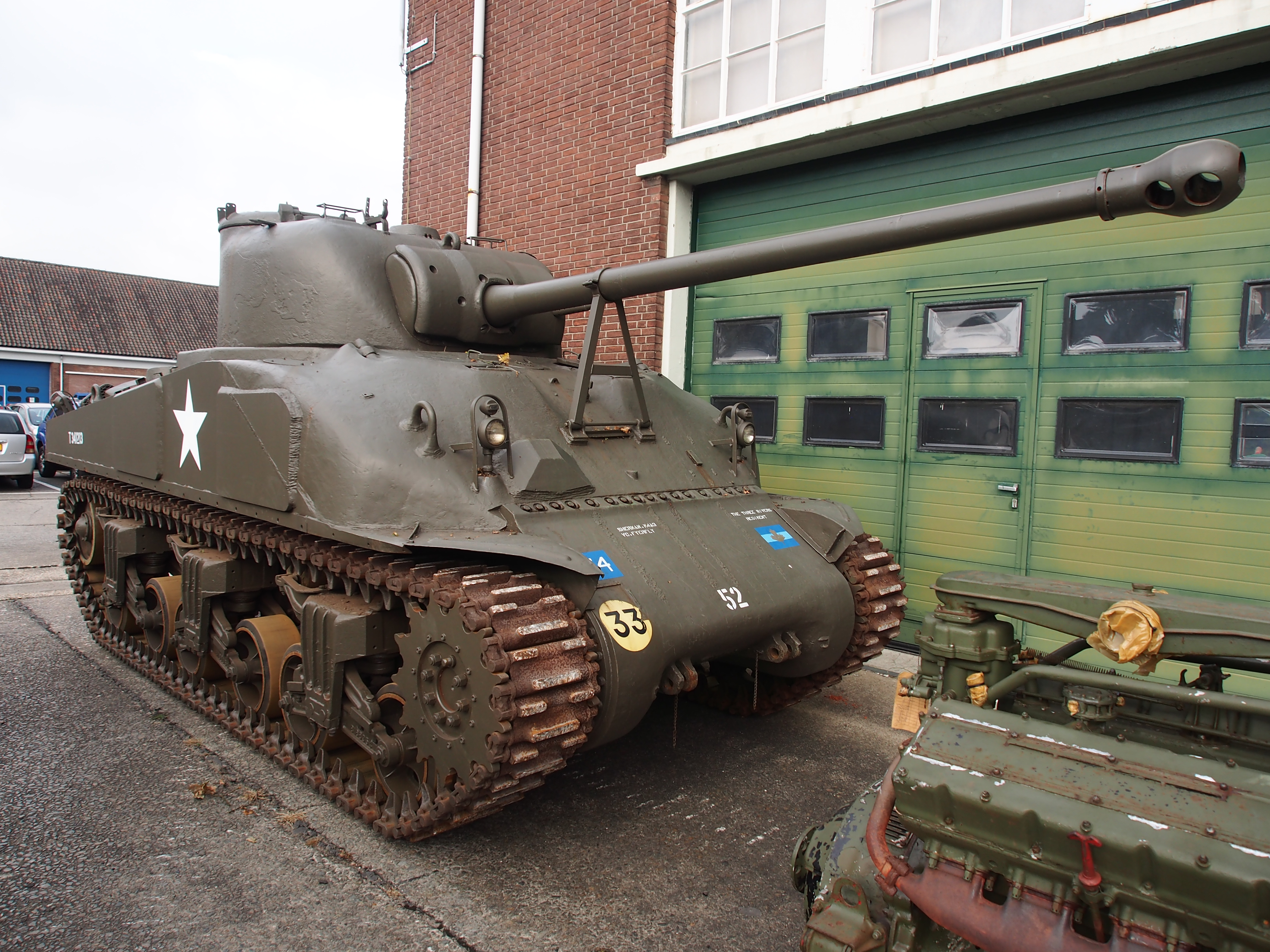
Firefly IC Hybrid w Dutch Cavalry Museum w Amersfoort